# Euselasia phedica
Euselasia phedica is een vlindersoort uit de familie van de prachtvlinders (Riodinidae), onderfamilie Euselasiinae.
Euselasia phedica werd in 1836 beschreven door Boisduval.